# Kalibogor
Kalibogor is een bestuurslaag in het regentschap Kendal van de provincie Midden-Java, Indonesië. Kalibogor telt 1806 inwoners (volkstelling 2010).